# Knabenschule an der Burgstraße (Hannover)

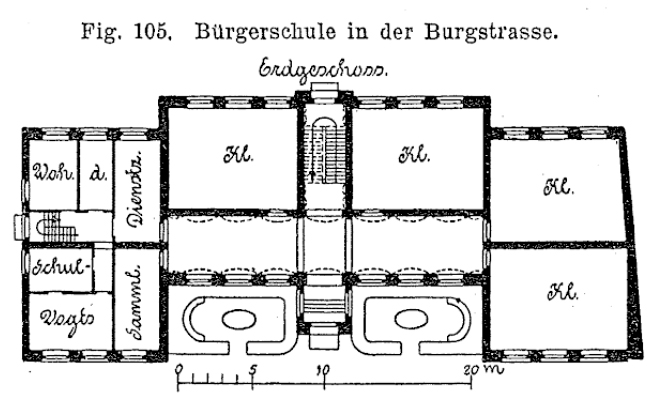
Grundriss der 1890–1893 von Paul Rowald errichteten Bürgerschule in der Burgstraße von Hannover

Die Knabenschule an der Burgstraße in Hannover, zeitweilig auch Bürgerschule 33/34, später Volksschule I oder Bürgerschule I und Volksschule Burgstraße 22 genannt, war eine im 19. Jahrhundert nur für Knaben eingerichtete Schule. Das Schulgebäude der Bürgerschule und späteren Volksschule fand sich in der – damaligen – Burgstraße 22 im heutigen hannoverschen Stadtteil Mitte.

## Baubeschreibung
Die Knabenschule wurde in den Jahren von 1890 bis 1893 für seinerzeit 172.000 Mark (umgerechnet heute etwa 1.448.000 Euro) entlang der Burgstraße errichtet. Nach Plänen durch den Stadt-Bauinspektor Paul Rowald entstand dabei ein Schulhaus mit 15 Klassenräumen, von denen zwei durch eine vierteilige Verbindungstür verbunden waren, die sich nach dem Öffnen zu einem großen Saal vor allem zum gemeinsamen Singen vergrößern ließ. Die Klassenräume reihten sich an der Hofseite zwischen den beiden Kopfenden eines vier Meter breiten Ganges auf.

## Geschichte
Zu Beginn des Ersten Weltkrieges brachte die Stadt Hannover Bewohner aus der in Lothringen gelegenen Stadt Metz in den Räumen der hannoverschen Bürgerschule in der Burgstraße unter. Erst am 8. September 1914 vermeldete der Magistrat der Stadt Hannover die Umquartierung von insgesamt 210 der Ausgewiesenen von der Burgstraße nach Laatzen und Grasdorf in die beiden städtischen Ziegeleien in Laatzen und Grasdorf II.

## Persönlichkeiten

### Schüler
- Ostern 1927 bis Ostern 1935:[3] Herschel Grynszpan[4]
- um 1932: Helmut Fürst[5]
- Johann Trollmann (Rukeli)[8]